# 空港温泉268
空港温泉268（くうこうおんせんふろや）は愛媛県松山市にあった温浴施設。現在、温浴施設は廃業し、ネットカフェ「Banbeesバンビーズ」となっている。

## アクセス
- 伊予鉄バス松山空港線（空港通り経由）で富久口バス停下車徒歩3分
- 松山自動車道松山ICより西方4km

## 存在していた設備
泡風呂、水風呂、サウナ、個室（家族風呂）、マッサージ、レストラン、休憩所
- 食事のみの利用OK
- 個室は宿泊OK（滞在型温泉施設ではない）

尚、打たせ湯（循環型）は衛生面の問題で、松山市の条例により禁止された。現在は、水道水で垂れ流し式の冷水（水風呂）となっている。

## ショッピング
- ショッピングセンター内にあり、100円ショップ、飲食店等が有る。